# Los Encuentros de Pichones
Los Encuentros de Pichones es una localidad peruana ubicada en el distrito de Las Lomas, perteneciente a la provincia y departamento de Piura, al norte del Perú. 

## Ubicación
Los Encuentros de Pichones se ubica al norte de la provincia de Piura, en el distrito de Las Lomas, en el departamento de Piura.

## Demografía
En 2017 Los Encuentros de Pichones tenía una población de 40 habitantes.
| Gráfica de evolución demográfica de Los Encuentros de Pichones entre 1993 y 2017 |
|                                                                                  |
| Fuentes: Población 1993 y 2017                                                   |